# Vojtěch Bartoněk
Vojtěch Bartoněk (28. března 1859 Praha – 25. srpna 1908 Praha) byl český malíř a restaurátor.

## Život
Vojtěch Bartoněk se narodil v rodině pražského lakýrnického tovaryše Václav Bartůňka a jeho manželky Josefy, rozené Rebcové. Dědeček z matčiny strany byl malíř porcelánu.
Od roku 1876 studoval na pražské akademii u profesorů Swertse, Antonína Lhoty, Maxmiliána Pirnera, Františka Sequense a Františka Čermáka a poté v Paříži na École des Beaux Arts. Svá díla začal vystavovat od roku 1881.

### Rodinný život
Dne 23. dubna 1895 se v Praze oženil s osmadvacetiletou Hermínou Müllerovou. Za svědky na svatbě byli malíři Mikoláš Aleš a Karel Štapfer. Manželé Bartůňkovi měli dvě dcery (* 1892 a 1896).
Zemřel roku 1908 a byl pohřben na Olšanských hřbitovech.

## Dílo
Maloval historické obrazy, později žánrové obrázky z pražských ulic, nádvoří a trhů. Jeho obraz Rekruti, který tvoří důstojný protějšek k obrazu Vaječný trh Luďka Marolda ze stejné doby i místa, byl roku 1888 vystaven na výroční výstavě Krasoumné jednoty, kde ho zakoupil Josef Hlávka.
S Mikolášem Alšem spolupracoval na dioramatu Pobití Sasíků pod Hrubou Skálou. a na oponě pro Národopisnou výstavu v Praze 1895 (od r. 1896 divadlo v Náchodě). Ilustroval Pohorskou vesnici Boženy Němcové. Byl pilným ilustrátorem Světozoru a Zlaté Prahy.
Bartoněk je autorem nástěnných maleb (lunety v nové Staroměstské tržnici, nástropní malby v kostele Nanebevzetí P. Marie v Klecanech), oltářních obrazů, působil i jako restaurátor. V roce 1889 dokončil dekorativní vlys pro jídelnu Bondyho vily, postavené podle návrhu arch. Josefa Fanty. Vlys tvoří šest obrazů, šest alegorických postav znázorňujících dary země, lesů, vod, polí a vinic. V jeho iluzivní malbě se spojuje zájem o věrné zpodobení reality se sociálním cítěním.

### Galerie

Vojtěch Bartoněk – Rekruti (1888), Národní galerie v Praze
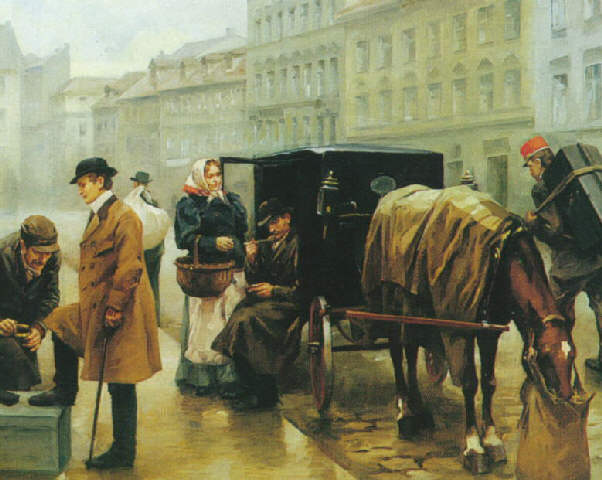
Vojtěch Bartoněk – scéna z pražské ulice (kol.1908)
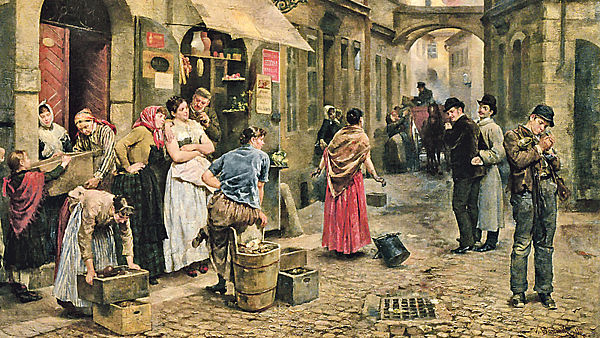
Vojtěch Bartoněk – popeláři (1887)
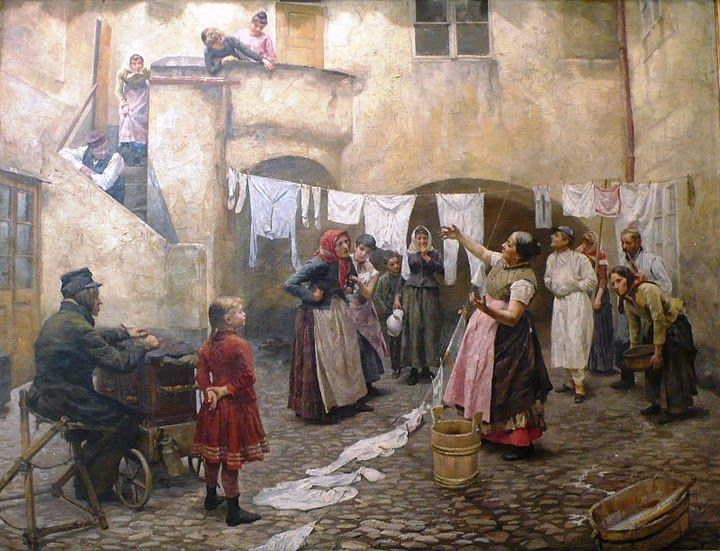
Vojtěch Bartoněk – spor
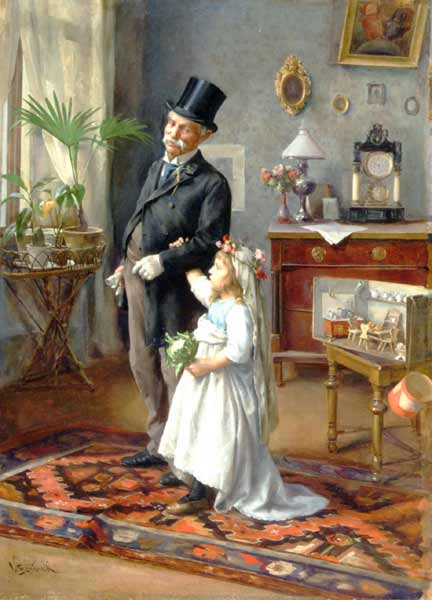
Vojtěch Bartoněk – dědeček a malá družička
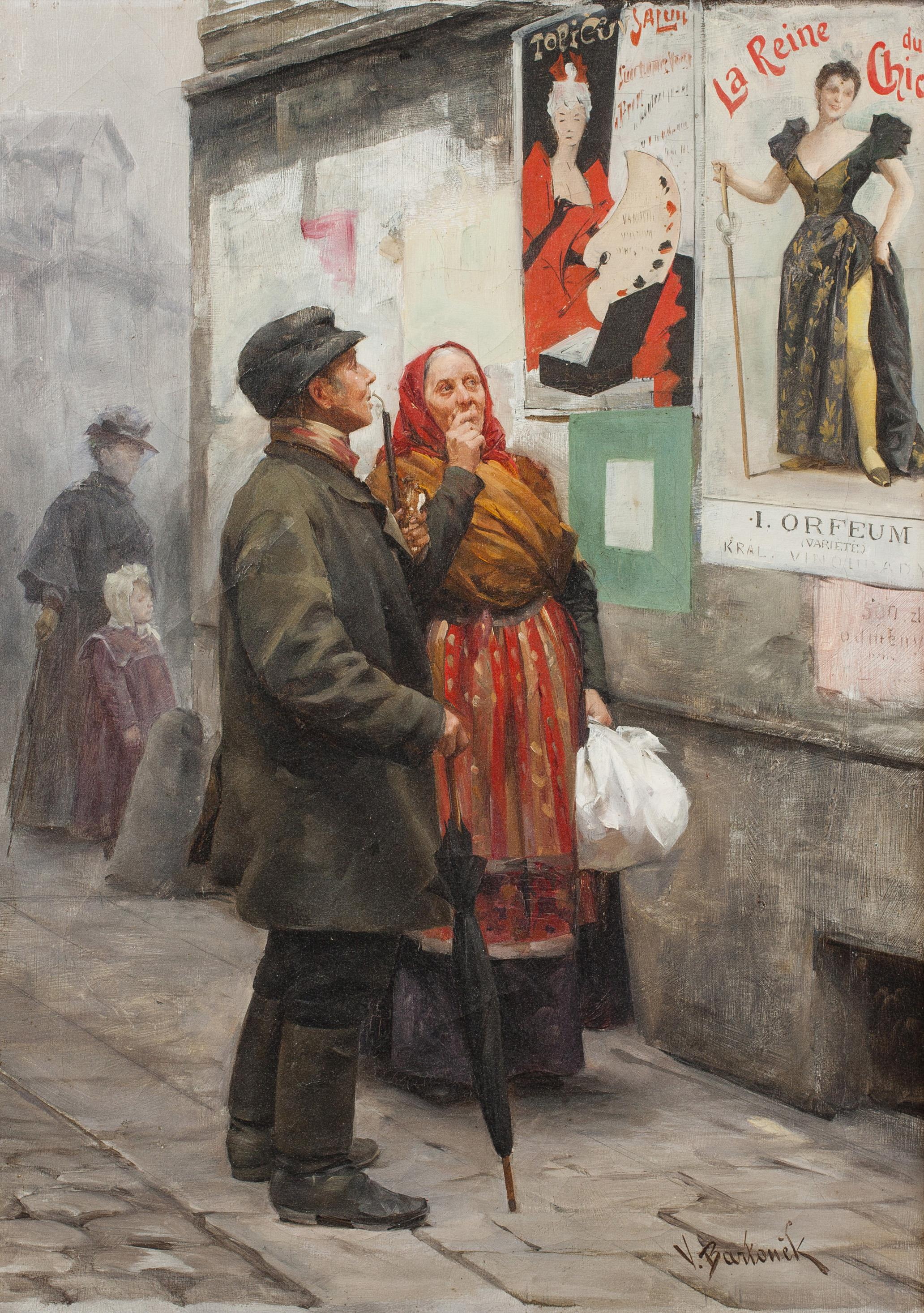
Vojtěch Bartoněk – motiv z pražských ulic